# WRC 3: FIA World Rally Championship
WRC 3: FIA World Rally Championship (también conocido como WRC 3, WRC 3: FIA World Rally Championship 3, 2012 FIA World Rally Championship) es el juego oficial de rallyes de la temporada 2012 del Campeonato Mundial de Rally. Fue desarrollado por Milestone S.r.l.. Se puso a la venta en Europa el 12 de octubre de 2012.

## Modos de juego

### Modos de juego clásico
- Etapa única.
- Rally único.
- Etapas Super Especiales (SSS).
- Campeonato.
- Modo carrera (ahora denominado Camino a la Gloria).
- Hot Seat.

### Modos de juegoEn línea
- Etapa única.
- Rally único.
- Campeonato.
- Etapas Super Especiales (SSS, Super Special Stages).

## Cochesdisponibles

### WRC Experience

#### WRC
Citroën DS3 WRC 
 Ford Fiesta RS WRC 
 Mini John Cooper Works WRC 
Volkswagen Polo R WRC

#### S-WRC (Class 2)
Škoda Fabia S2000 
 Ford Fiesta S2000 
 Fiat Abarth Grande Punto S2000 
 Proton Satria S2000

#### P-WRC (Class 3)
Mitsubishi Lancer Evolution IX,  
 Mitsubishi Lancer Evolution X,  
 Subaru Impreza WRX Sti 
 Ford Fiesta ST 

### Modo carrera
Peugeot 207 S2000 
 Subaru Impreza WRC-'07 
 Citroën C4 WRC 
 Ford Focus WRC-'09 
 Lancia Delta Integrale HF-'91 
 Toyota Celica Turbo 4WD-'92 
 Mitsubishi Lancer Evolution III 
 Subaru Impreza WRC-'97 
 Peugeot 205 T16 
 Lancia Delta S4 
 Ford RS200 
 Citroën BX 4TC 
 Renault 5 GT Turbo 
 Ford Escort RS 1600 
 Peugeot 504 
 Honda Civic R3 
 Renault Clio R3 
 Citroën C2 S1600 
 Suzuki Swift S1600 
 Citroën DS3 R3 
 Ford Fiesta R2 
 Citroën C2 R2 
 Renault Twingo R2 
 Suzuki Swift Sport R2

## Rallyes disponibles
Rally de Montecarlo - Asfalto 
  Rally de Suecia - Nieve 
  Rally de México - Tierra 
  Rally de Portugal - Tierra 
  Rally Argentina - Tierra 
  Rally de Grecia - Tierra 
  Rally de Nueva Zelanda - Tierra 
  Rally de Finlandia - Tierra 
  Rally de Alemania - Asfalto 
  Rally de Gran Bretaña - Tierra 
  Rally de Francia - Alsacia - Asfalto 
  Rally de Cerdeña - Tierra 
  Rally de España - Asfalto/Tierra